# Manuel António Couto Guimarães
Manuel António Couto Guimarães, meglio noto come Nelo (Porto, 25 agosto 1967), è un ex calciatore portoghese, di ruolo centrocampista.